# 東昇
東 昇（ひがし のぼる、1912年（大正元年）10月10日 - 1982年（昭和57年）10月26日）は、日本のウイルス学者、京都大学名誉教授。日本で第一号の電子顕微鏡製作者。京都大学ウイルス研究所所長。医学博士。

## 人物
生い立ち
鹿児島県南九州市旧川辺町出身。1912年（大正元年）10月10日、川辺町本別府の小地主の農家、父・元二（もとじ）、母ケサ亀の8番目の子どもとして誕生。兄たちは早世し3人兄姉になる。川辺は特に旧薩摩藩の念仏禁制が厳しかった時代の名残がある地域ではあるが、熱心な念仏信者の両親の元に育った。特に母ケサ亀は、字を書くことも、本を読むことも、自分の名前すらも書くことができない一文不知であったが農作業をする中で自然と口から念仏がこぼれていたというエピソードも残っている。
当時鹿児島県では毎年優秀な生徒を1～2名選び海軍兵学校に入学させるために東京の麻布中学校に転校させていたこともあり、幼い頃より成績優秀だった東昇も選ばれ、1928年（昭和3年）上京し入学。東郷平八郎や山本権兵衛といった人物に直接指導を受けるという環境に身を置く。しかし翌年耳に障害があると分かり、鹿児島に帰郷させられる。海軍兵学校に入学しようという熱い希望は破れ、深い挫折感に陥る。1931年（昭和6年）第七高等学校造士館に進学するも挫折感は大きく自滅寸前になる。
この時期発行の金子大榮の『歎異抄』校訂を初めて手にし、人生観に大きな影響を与えたと後に本人が口述している。
医学の道を志し、東京帝國大学への進学を希望していたが、「親鸞聖人の誕生地、法然上人に出遇われた地、ご往生なさった地である京都の大学に行ってほしい」と母ケサ亀の強い願いのもと、1934年（昭和9年）京都帝國大学医学部に入学、ウイルス学を専攻。

### 研究
国産第一号の”電子顕微鏡”製作
1938年（昭和13年)、京都帝國大学医学部を卒業、微生物学教室に進む。当時は光学顕微鏡しか日本にはなく研究生活の壁に突き当たる。当時、電子顕微鏡はドイツとベルギーの世界に2台しかなく、東昇は当時、日本の科学のメッカと仰がれていた東京の理化学研究所に私費留学をし、1941年（昭和16年）日本で第一号となる電子顕微鏡を完成させた。この時の製作費は、故郷川辺に住んでいた母ケサ亀が先祖伝来の土地を売却し息子を支援。製作に成功した際の新聞記事には「祖先伝来の田畑を売って、電子顕微鏡と取り組む」と大きな見出し付きで発表された。
ウイルス学の研究・功績
電子顕微鏡の製作により、ウイルスの研究、発疹チフスなどのリケッチア、トラコーマなどのクラミジアの研究に従事し、微生物の進化の問題も手がけた。なかでも、日本脳炎ウイルスの細胞内結晶形成の有り様の写真撮影は初めて成功し、その後のウイルス研究や各種ワクチンの開発に尽力した。

### 職歴
1963年（昭和38年）に京都大学ウイルス研究所（現：京都大学医生物学研究所）所長となり、1976年（昭和51年）京都大学定年退官、京都大学名誉教授、川崎医科大学教授。
日本電子顕微鏡学会会長、日本ウイルス学会会長、国際電子顕微鏡学会連合会頭を歴任した。
著書の一つ『ウイルス』は、映画『復活の日』（1980年6月公開の東宝系SF映画、原作：小松左京）のベース文献の一つとなっている。

### 念仏者としての歩み

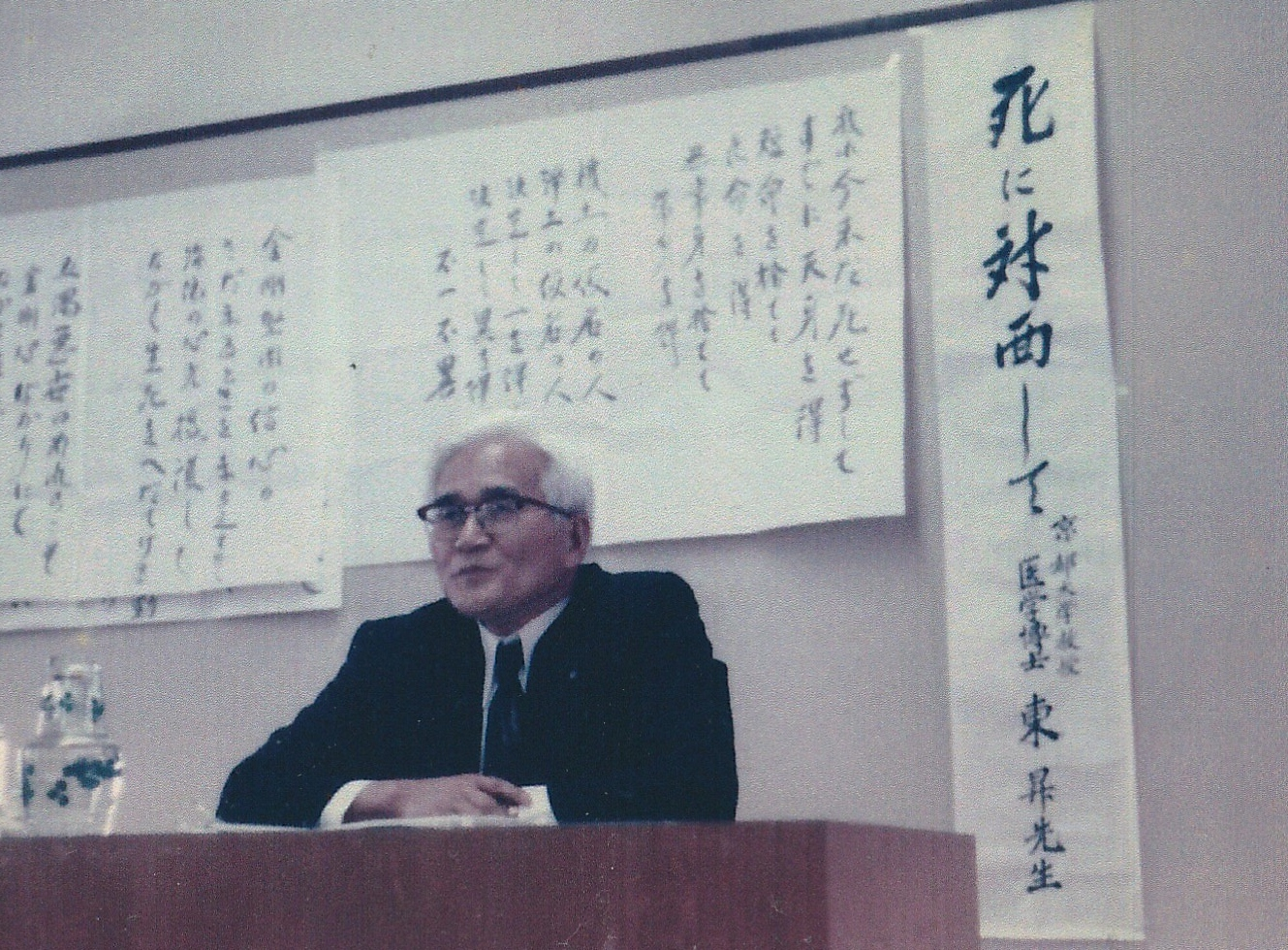
高倉会館にて。1973年。

熱心な浄土真宗の家庭に育った環境もあり、後年は科学と宗教の観点から人生を見つめ、数多くの寺院や大学、高校、朝日カルチャーセンターなどで講演を行い”念仏者”と呼ばれた人生を送った。
京都大学在学中には、「京都学生親鸞会」に入会。京大をはじめ、龍谷大学・大谷大学・同志社大学・立命館大学などの学生が入会しており、花田正夫、川畑愛義（京都大学）、稲津紀三（玉川大学）夫妻、信国敦（大谷専修学院）、西本宗助（京都府立大学）、宮地廓慧（京都女子大学）、松本解雄（愛媛大学）、榊原徳草、向島諦宣、渡辺種彦らも会員であった。
この会で、「歎異抄」の池山、「常念仏」の池山と云われていた池山榮吉（大谷大学ドイツ語教授）に出遇う。池山氏を通して『歎異抄』を学び、「親鸞聖人ただお一人に直結する浄土真宗の信徒にならせていただいた」、「池山先生に現れている弥陀の本願に出遇った」、「それは如来よりたまわりたる信心である」と語っている。
また「京都大学仏教青年会」にも入会している。この会を通じて鈴木大拙に出遇い、アメリカ合衆国での北米開教使会議の講演では前座を務めている。羽溪了諦、本田義英、長尾雅人、同僚として藤吉慈海（花園大学名誉教授）、方谷浩明（元大徳寺管長）らと交わる。
晩年には、全国各地の寺院や大学、高校、朝日カルチャーセンターなどで講演をしており、当時のNHK教育テレビ「宗教の時間」（現：「こころの時代」）にも多数出演している。

## 年表
- 1912年（大正元年） 鹿児島県川辺郡川辺町（現：南九州市）にて生誕
- 1945年（昭和20年）京都帝國大学助教授
- 1950年（昭和25年）アメリカ合衆国ロサンゼルス、カリフォルニア大学へ3カ月の私費留学。研究の成果が認められ、滞米延期の許可が出、2カ年に延長され、奨学金も支給される。
- 1956年（昭和31年）京都大学教授
- 1957年（昭和32年）日本電子顕微鏡学会会長
- 1960年（昭和35年）日本ウイルス学会会長
- 1962年（昭和37年）国際電子顕微鏡学会連合会頭
- 1963年（昭和38年）京都大学ウイルス研究所所長
- 1966年（昭和41年）京都市で国際電子顕微鏡学会議開催
- 1967年（昭和42年）欧州・東欧・中近東・東南アジア講演
- 1976年（昭和51年）京都大学退官・京都大学名誉教授、川崎医科大学教授
- 1982年（昭和57年）10月26日 死去＜法名：真実院釋昇道＞

## 受賞
- 1947年（昭和22年）京都文化賞
- 1949年（昭和24年）日本細菌学会賞
- 1956年（昭和31年）日本電子顕微鏡学会賞 瀬藤賞
- 1964年（昭和39年）日本医師会医学賞
- 1975年（昭和50年）紫綬褒章受章

## 家族・親族

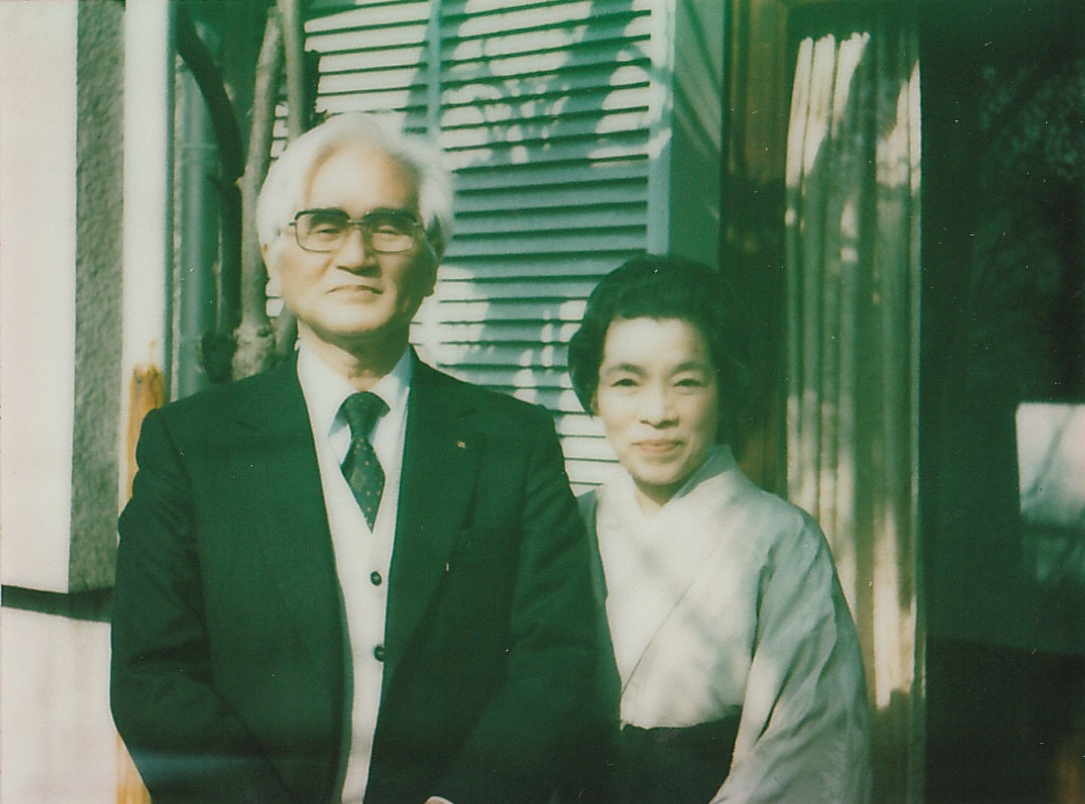
東昇と妻ユリ子。1972年。

父元二と母ケサ亀の三男として生まれ、妻ユリ子とは別々の大学ではあったが、互いに入会していた「仏教青年会」で出遇い結婚、2人の娘を授かる。孫は5人。
- 父：元二（もとじ）
- 母：ケサ亀
- 妻：ユリ子（旧姓：畑山。アメリカ合衆国カリフォルニア州コントラコスタ郡生まれの帰国子女。高知市出身。元奈良女子高等師範学校＜現奈良女子大学＞卒業。）
- 長女：藤井 雅子（著書『お念仏とともに 父・東昇を想う』＜探究社＞）
- 孫：藤井 暁彦（工学博士・技術士＜環境部門＞）
- 孫：藤井 千尋（ちひろ／シンガーソングライター・ラジオパーソナリティ）

## 主な書籍

### 医学関係
著書
- 『ウイルス』講談社
- 『ウィールス』弘文堂
- 『電子顕微鏡の世界』岩波書店
- 『細菌とウイルスの間』岩波書店

訳書
- バーネット『動物ウイルス学』共立出版
- フイツシヤー『応用電子顕微鏡学』共立出版

編書
- 『医学生物学用電子顕微鏡学』文光堂
- 『病原微生物学』醫學書院
- 『ウイルス学』東京・朝倉書店
- 『新ウイルス学』
- 『ウイルス学の進展』
- 『医学薬学実験装置ハンドブック』東京・朝倉書店
- 『最近の応用電子顕微鏡学』
- 『電子顕微鏡学実習』（共著）共立出版

### 仏教関係
著書
- 『力の限界』法蔵館
- 『心 ゆたかに生きる』法蔵館
- 『念仏を力として』法蔵館
- 『生命の深奥を考える』柏樹社
- 『人間が人間になるために』第一書房
- 『科学・宗教・人間』